# فريدا كاهلو
فريدا كالو، رسامة شهيرة ولدت في أحد ضواحي كويوكان، المكسيك في 06 يوليو، 1907 وتوفيت في 13 يوليو، 1954 في نفس المدينة.

## الطفولة والعائلة

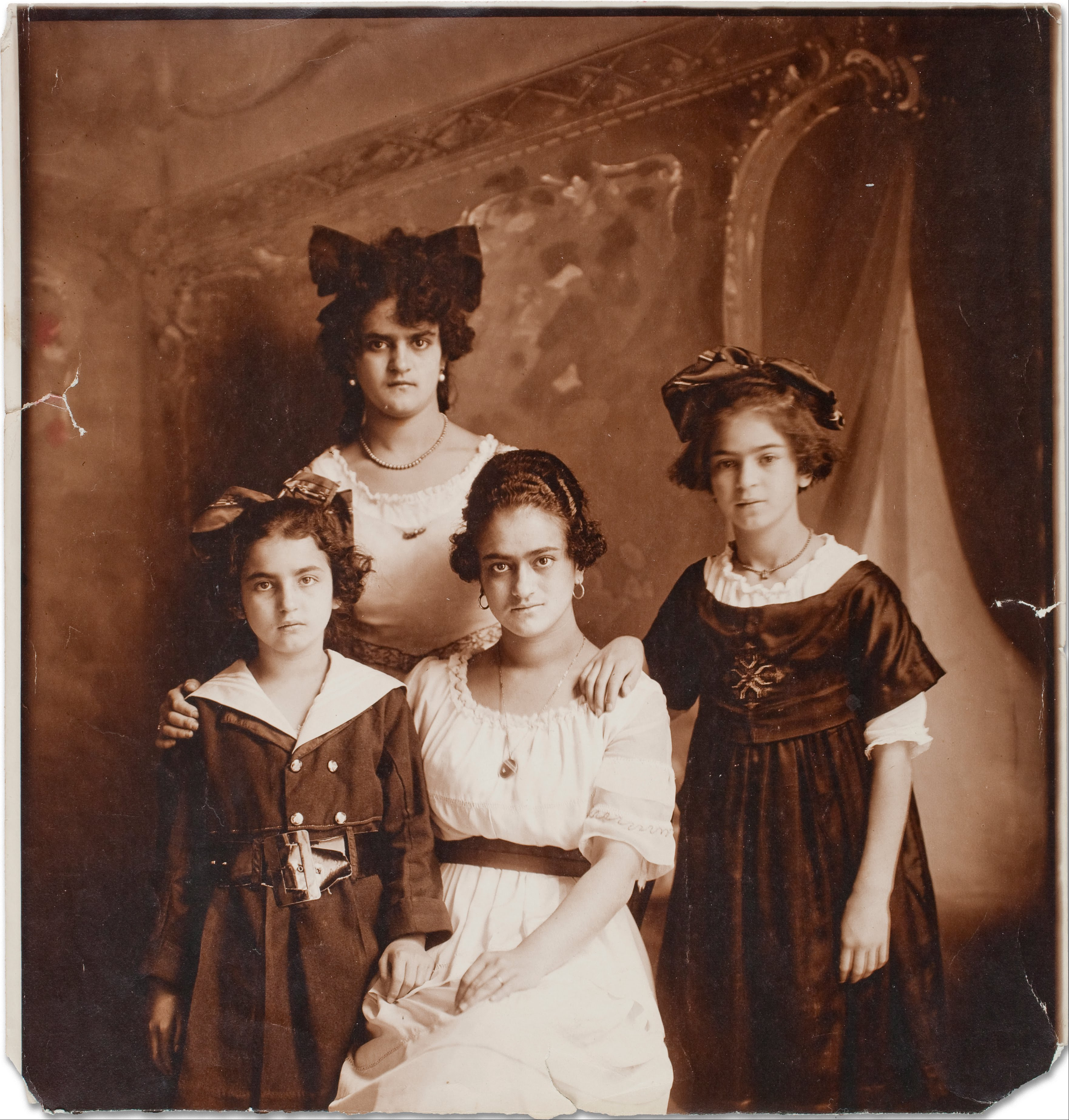
كاهلو (يمين) وأخواتها كرستينا، وماتيلد، وأدريانا، التقطت بواسطة والدهم عام 1916

أبوها مهاجر يهودي ألماني وأمها من أصل مكسيكي. في السادسة من عمرها، تعرّضت لمرض وأصيبت بشلل الأطفال فتأذت رجلها اليمنى، وخلّف ذلك عوقاً بساقها مما ترك ذلك العوق أثراً نفسياً سيئاً عليها لفترة طويلة من حياتها، لم ترتدِ الفستان في حياتها إلاّ مع الجوارب الصوفية في الصيف كي تخفي أعاقتها.

## موهبتها كرسامة
تعرضت عام 1925 إلى حادث حافلة كان يقلّها إلى منزلها وعلى أثر الحادث، اضطرت إلى التمدد على ظهرها من دون حراك لمدة سنة كاملة. عملت والدتها على راحتها طوال تلك السنة، ووضعت لها سريراً متنقلاً ومرآة ضخمة في سقف الغرفة، فكانت وحيدة وجهاً لوجه مع ذاتها طوال النهار، فطلبت ريشة وألواناً وأوراقاً لترسم، وراحت تنقل صورتها يومياً واكتشفت بذلك حبها بل شغفها بالرسم. فريدا لم تدرس الرسم أكاديمياً إلا أنها كانت قد تلقّت بعض الدروس الخصوصية على يد أحد الأساتذة، ولكنها استطاعت عبر لوحاتها أن تجعل المتلقي يرى الألم أرضاً واقعية.. حياً قبيحاً قاتلاً ومعوقاً.. وليس ألماً قدسياً ماوياً مطهراً.
محور أعمالها الواقع والقدر، إذ نبع ذلك من تجربتها الخاصة في المعاناة، وكان الرسم المتنفس الوحيد لآلامها وعذاباتها وقدرها التعس، والمعاناة جعلت تجربتها الخاصة منبعاً للخيال، ولم يكن ذلك إلغاء للواقع للوصول إلى مملكة الخيال، إذ ان لوحاتها كانت واقعية قابلة الفهم غير مستعصية الإدراك، وفيها الكثير من التوثيقية والتقريرية وواضحة حتى للمشاهد البسيط.

## الزواج

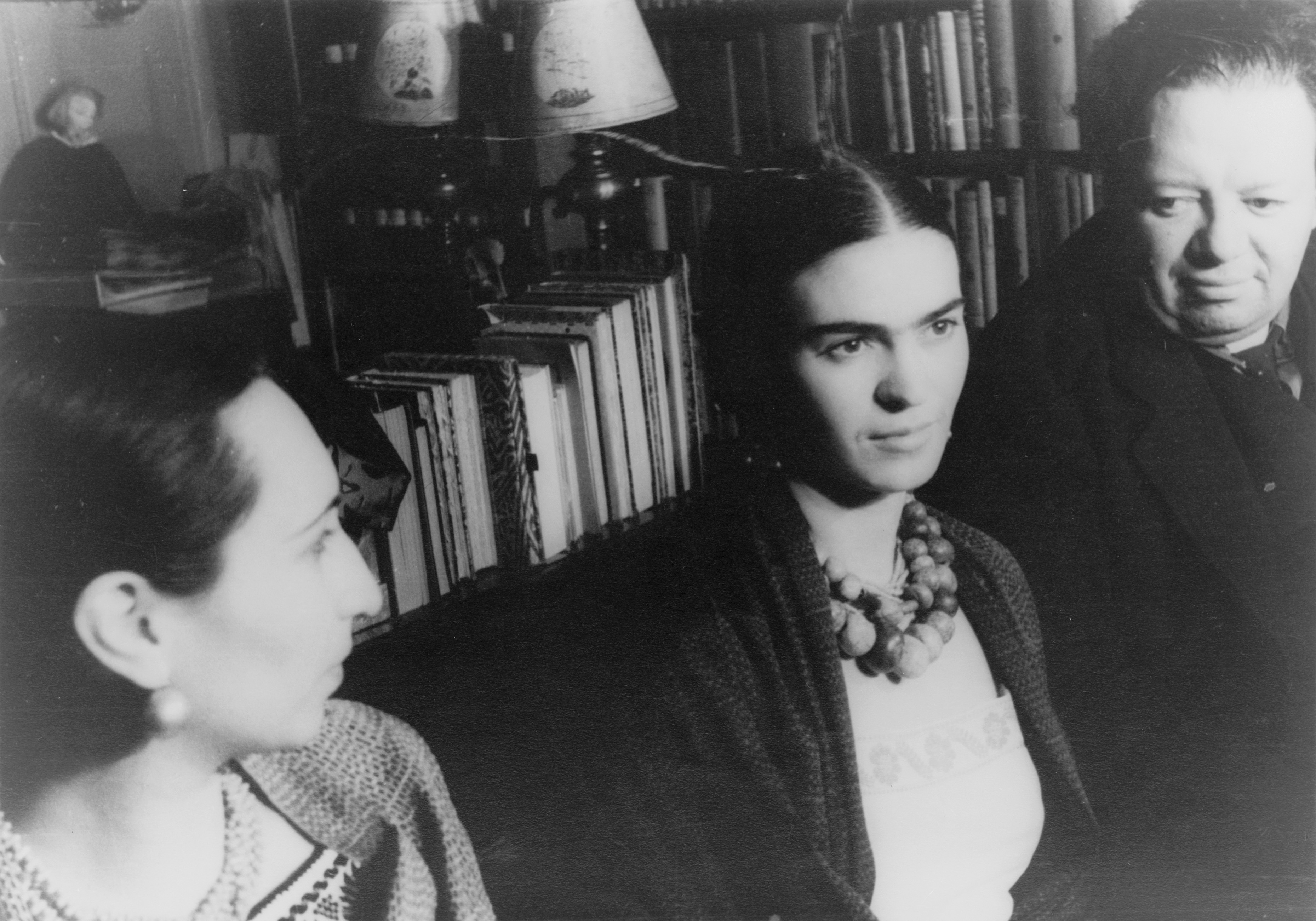
صورة لفريدا كاهلو مع زوجها في عام 1932.

تزوجت فريدا كاهلو من الرسام المكسيكي دييغو ريفيرا في 21 أغسطس 1929 وقد كان عمرها 22 سنة بينما كان عمر ريفيرا 42 سنة ونتيجة لطباعها الصعبة ولخيانته لها مع أختها تطلقا عام 1939 ولكنهما تزوجا من جديد في عام 1940 في سان فرانسيسكو. يذكر أن كاهلو كان لديها ازدواجية جنسية مما ترتب عليه حدوث المشاكل أثناء زواجها بدييغو ريفيرا

## السنوات الأخيرة والوفاة

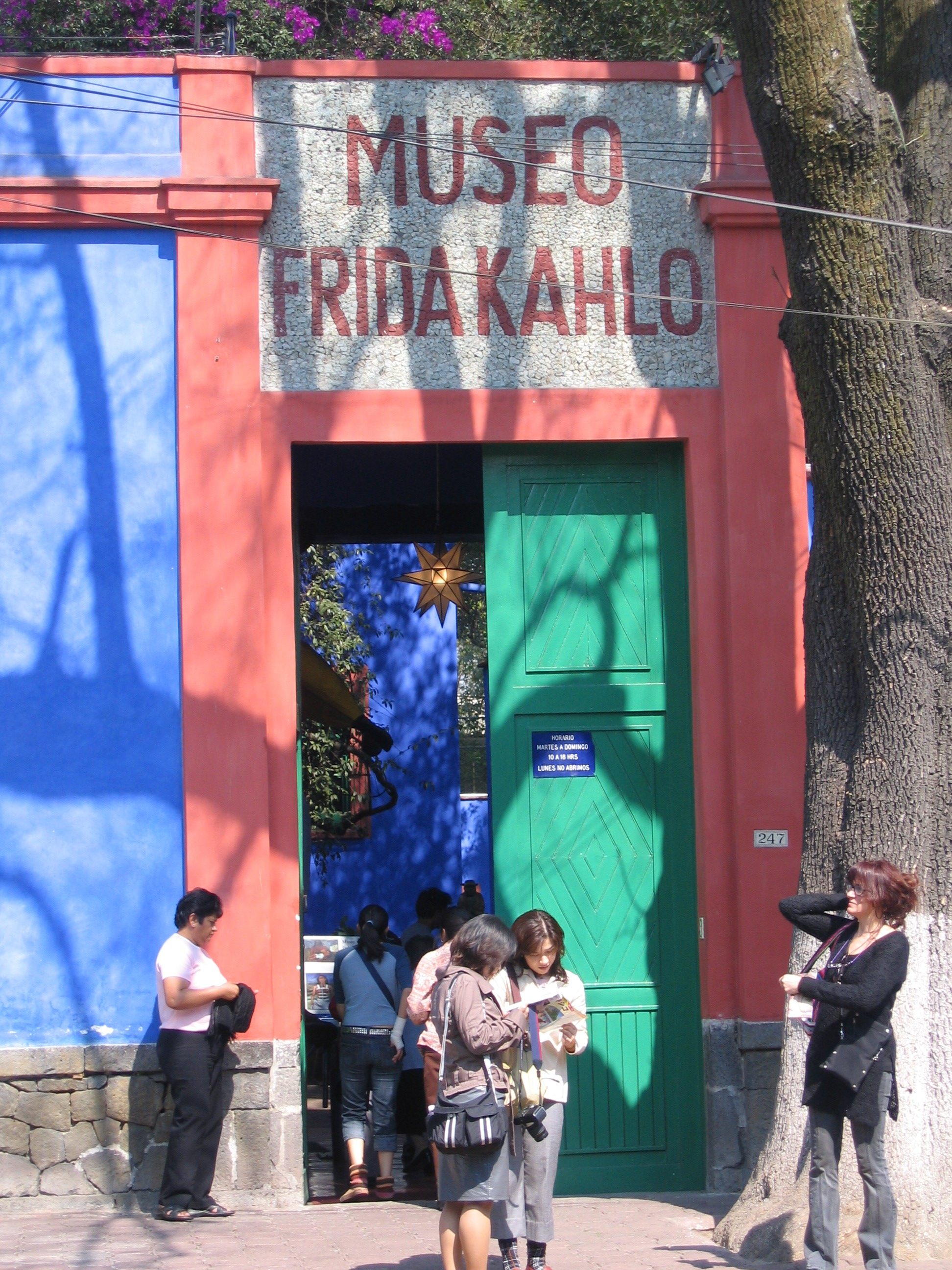
La Casa Azul in Coyoacán (photo taken in 2005).

كمتعاطفين شيوعيين ناشطين، تصادقت فريدا وزوجها مع ليون تروتسكي الباحث عن ملجأ سياسي بعيدا عن نظام جوزيف ستالين في الاتحاد السوفييتي. عاش تروتسكي في البداية في منزل الزوجين (حيث حدثت علاقة بينه وبين كاهلو). انتقل تروتسكي وزوجته بعدها إلى منزل آخر في كيوكان حيث اغتيل تروتسكي لاحقا.
قبل أيام قليلة من وفاة فريدا كاهلو في 14 يوليو 1954، كتبت في مذكراتها: «أتمنى أن يكون خروجي من الدنيا ممتعا - وأتمنى أن لا أعود إليها ثانية - فريدا». السبب الرسمي للوفاة كان انصمام رئوي، لكن البعض يشك بأن تكون قد توفيت بسبب جرعة مفرطة قد تكون أو لا تكون مقصودة. لم يتم تشريح الجثة أبدًا. كانت مريضة جدًا خلال السنة الأخيرة وبترت رجلها اليمنى حتى الركبة، بسبب الغانغرينا. كما أصابها التهاب رئوي Bronchopneumonia في تلك الفترة، مما جعل صحتها هشّة.
كتب دييغو ريفيرا لاحقافي سيرته الذاتية أن اليوم الذي ماتت فيه كاهلو كان أكثر الأيام مأساوية في حياته، مضيفًا أنه اكتشف متأخرًا أن الجزء الأفضل من حياته كان حبه لها.
يحفظ رماد جثتها اليوم في جرة من الفترة القبل كولمبية معروضًا في منزلها السابق La Casa Azul (البيت الأزرق)، في كايوكان. المنزل حوّل إلى متحف يضم عددًا من أعمالها الفنية ومقتنيات عديدة من حياتها الخاصة.

## الاعتراف والتقدير المتأخر
في فيلم فريدا الذي يصور الحياة التراجيدية الصاخبة المؤثرة للفنانة المكسيكية فريدا كاهلو، التي خلّفت وراءها تراثاً تشكيلياً رائعاً، وملامح حياة تجسد مقدار الوجع والقلق والمعاناة الذي لف سنوات عمرها القليلة، مذكرة إيانا بتلك المصائر المأساوية لأصحاب القلوب الكبيرة والمشاعر المرهفة الرقيقة، نلتقي النص الجميل الراقي وكيفية المعالجة الفنية التي أمسكت بالنص، والتفت حوله لتخلق صورة وحدثاً متكاملين، وقد تفوقت الممثلة سلمى حايك على نفسها في هذا الدور المعقد والمركب وهي تترجم الانفعالات الداخلية لدى الشخصية المقهورة عاطفياً والمدمرة نفسياً وجسدياً، غير أن هذه الشخصية لم تكن سلبية بالمرة، فهي تدافع عن نفسها وتقاوم في سبيل الارتقاء بنفسها وبإبداعها حتى تصل إلى الهدف الذي تريده. يذكر أن الفنانة سلمى حايك جسدت دور فريدا في هذا الفيلم.

## تأثيرها على الرسامين الآخرين
ورغم أن النقاد يصنفون أعمالها ضمن الاتجاه السريالي، فإنها تقول في سيرتها الذاتية:«لم أرسم أبداً أحلاماً، بل أرسم واقعي الحقيقي فقط»، هذا الواقع الذي تراه مجسداً في ملامح وجهها، وفي جسدها المثخن بالجراح الذي حاولت أن تنقل تفاصيله التي تعكس ظاهرها الباطن، وحاجباها المقرونان كأنهما غراب ينعى تلك النظرات، وشفتاها المنقبضتان تعبير عن مأساتها وتحملها لآلام شديدة تمزق جسدها.

## بعد سنين من وفاتها
المخرجة جوليا تيمور أخرجت فيلم سينمائي عنها وعن حياتها وسيرتها الذاتية بعنوان فريدا الحياة المتنافسة فيلم عن حياتها وأيضًا كيف جعلت نفسها امرأة تعيش في الخيال السعيد والغير الواقعي وتنسى حياتها الصعبة الواقعية

## منزلها الأزرق

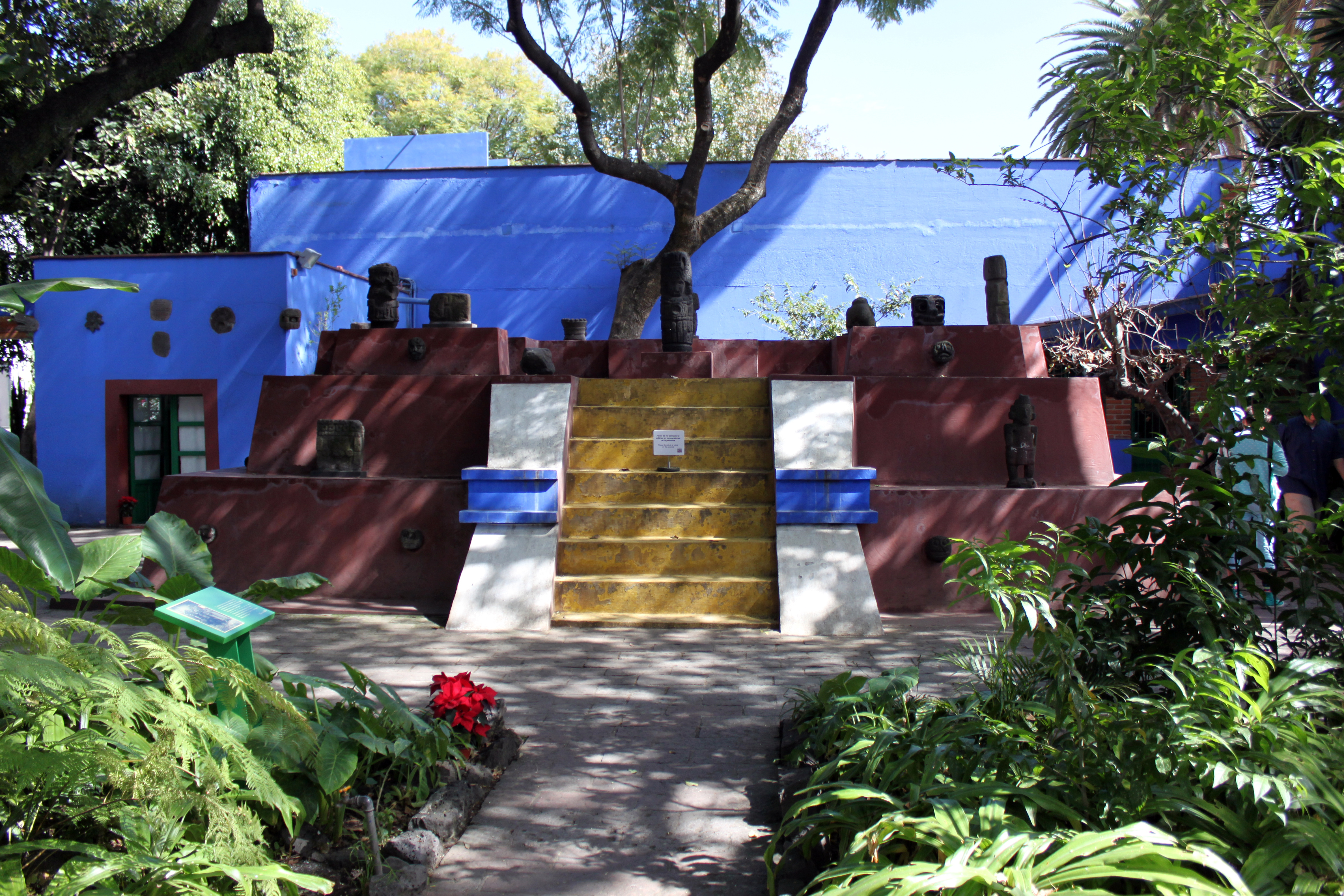
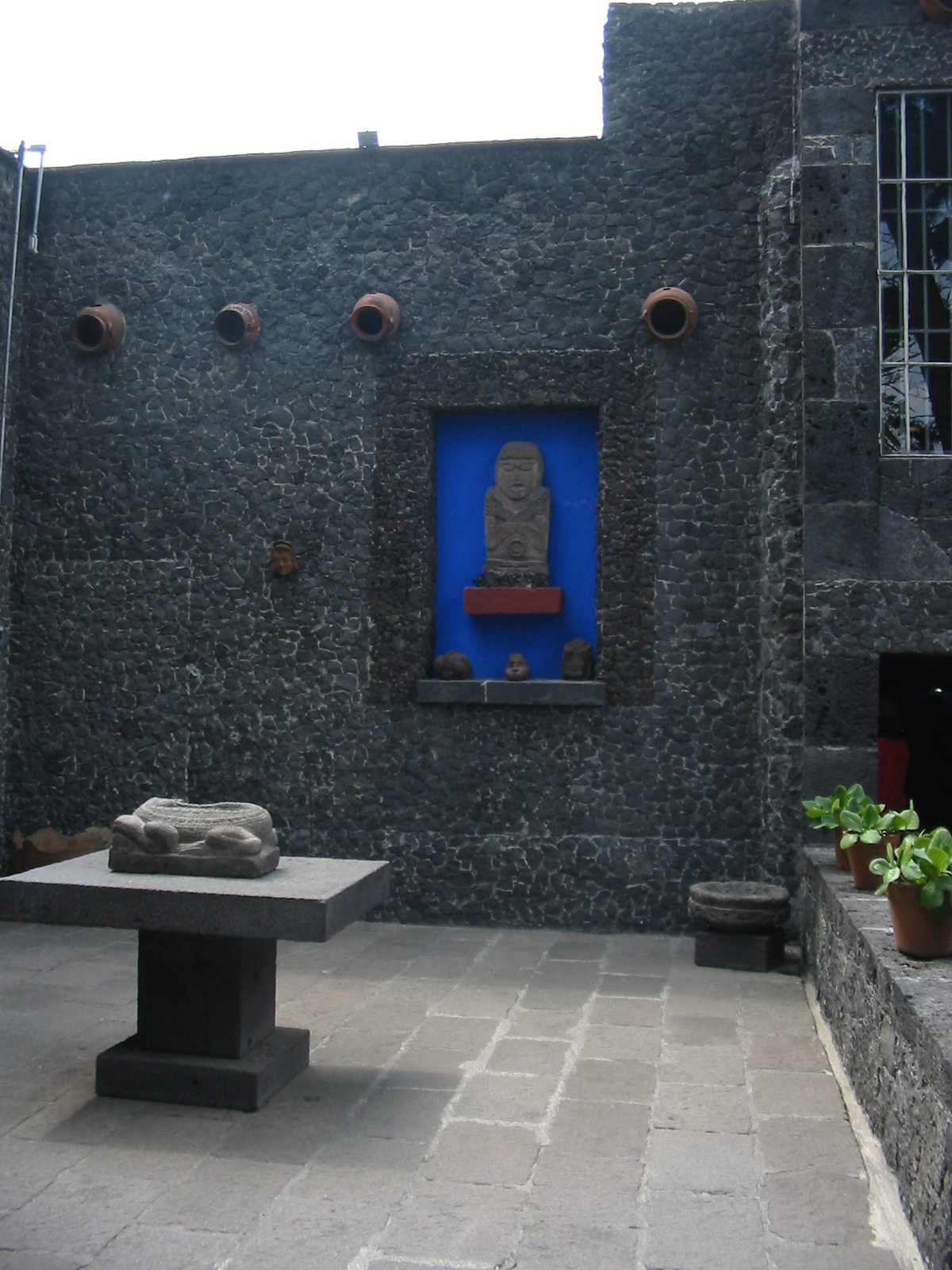
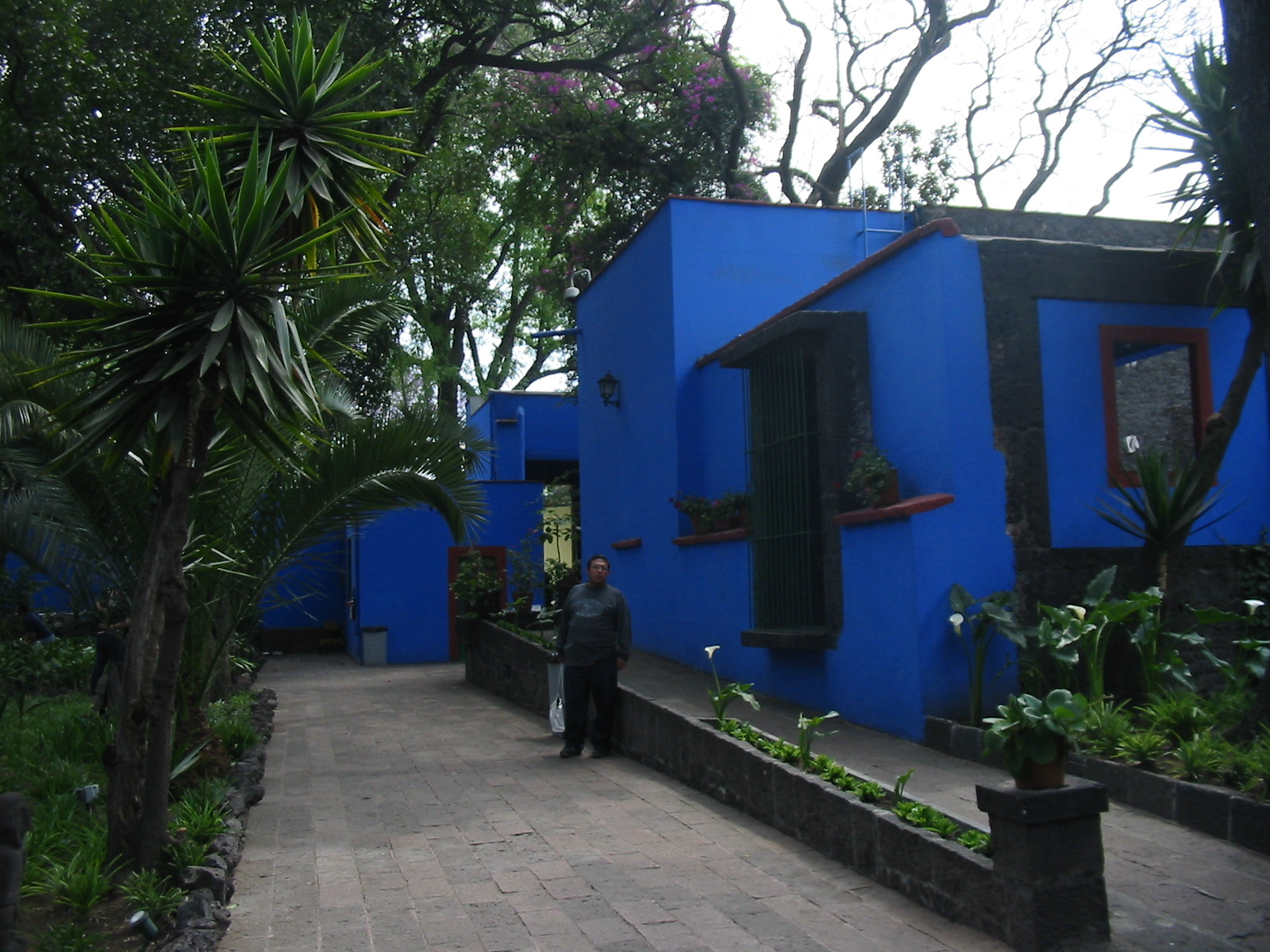
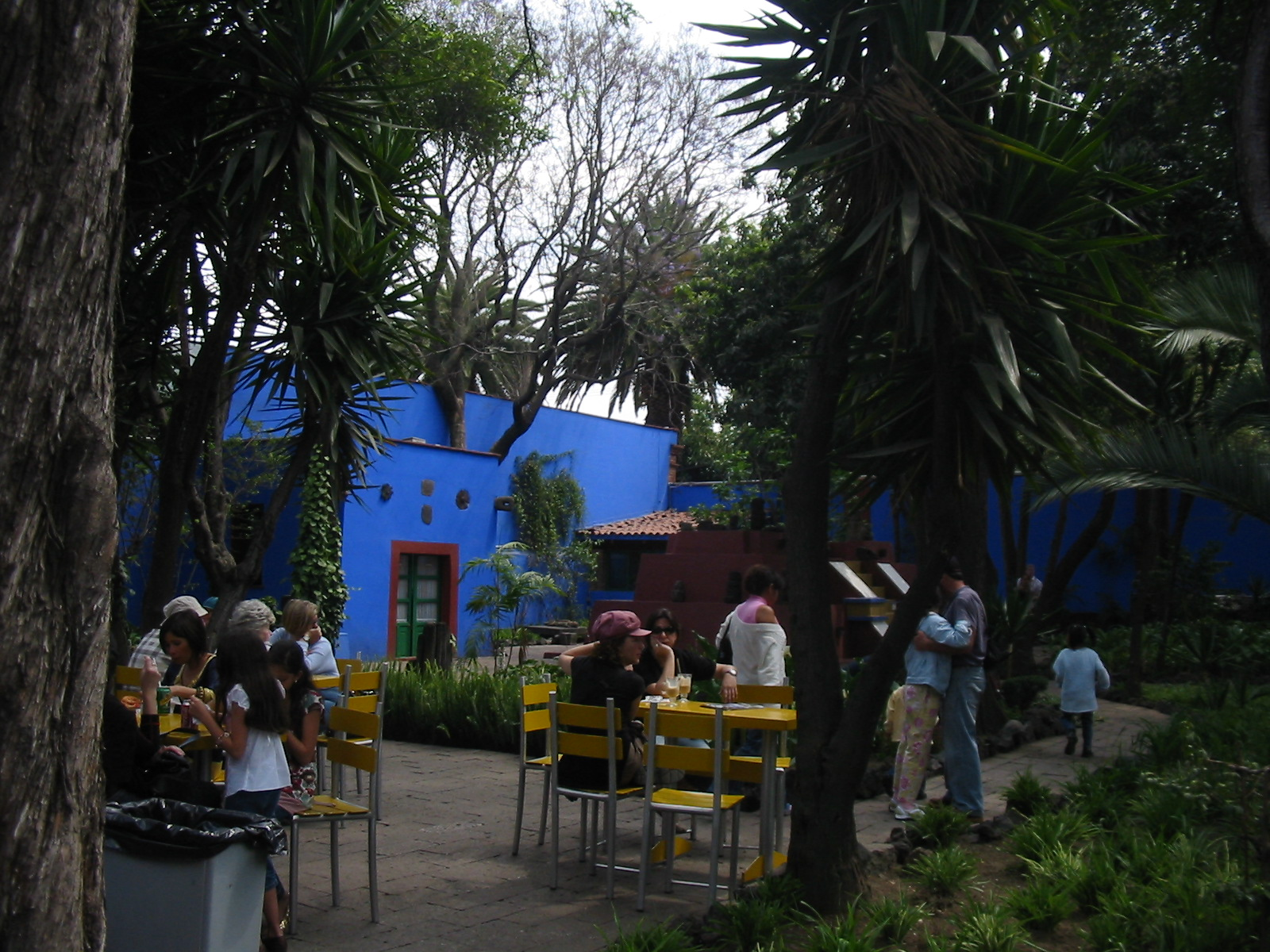
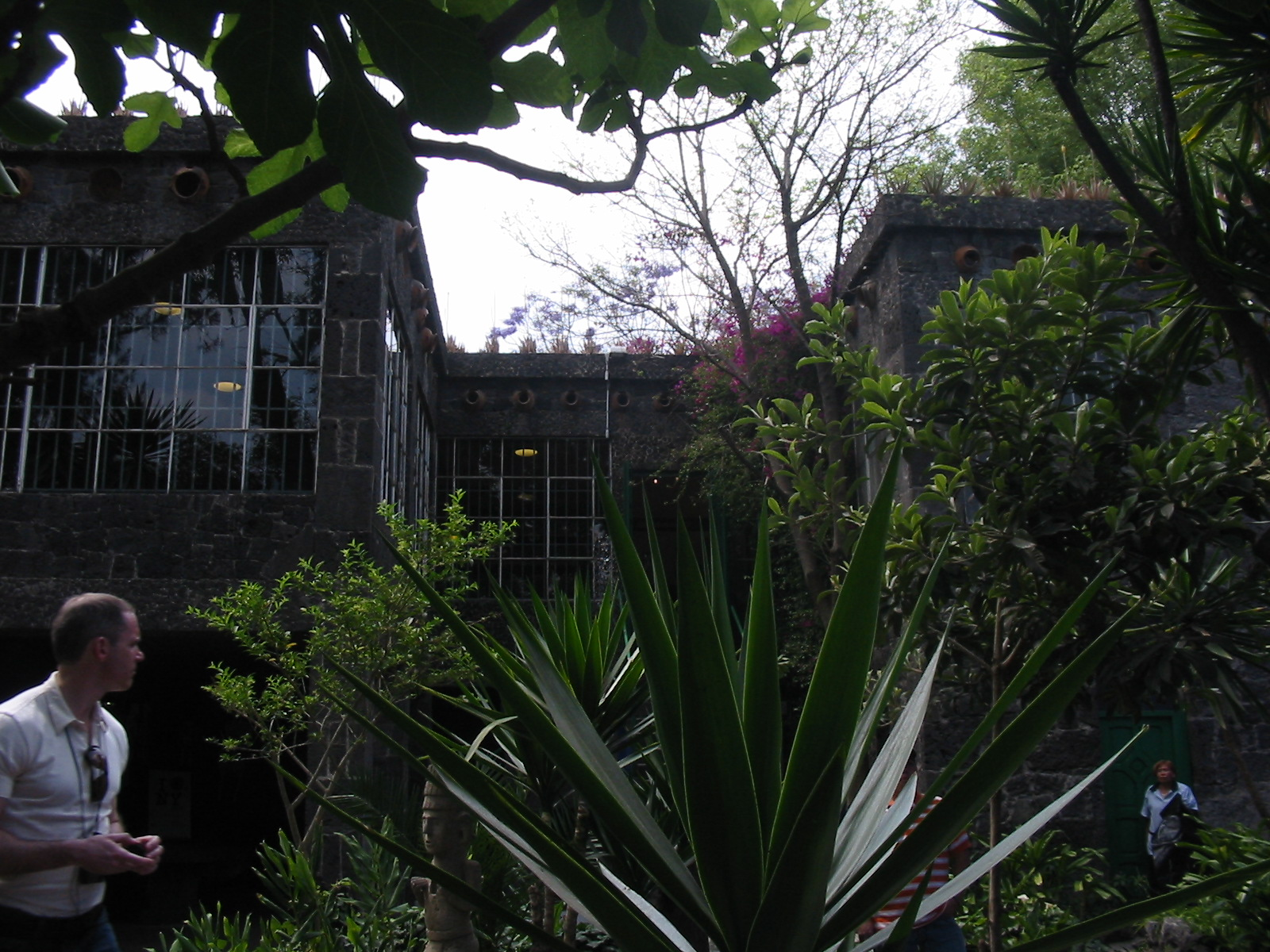
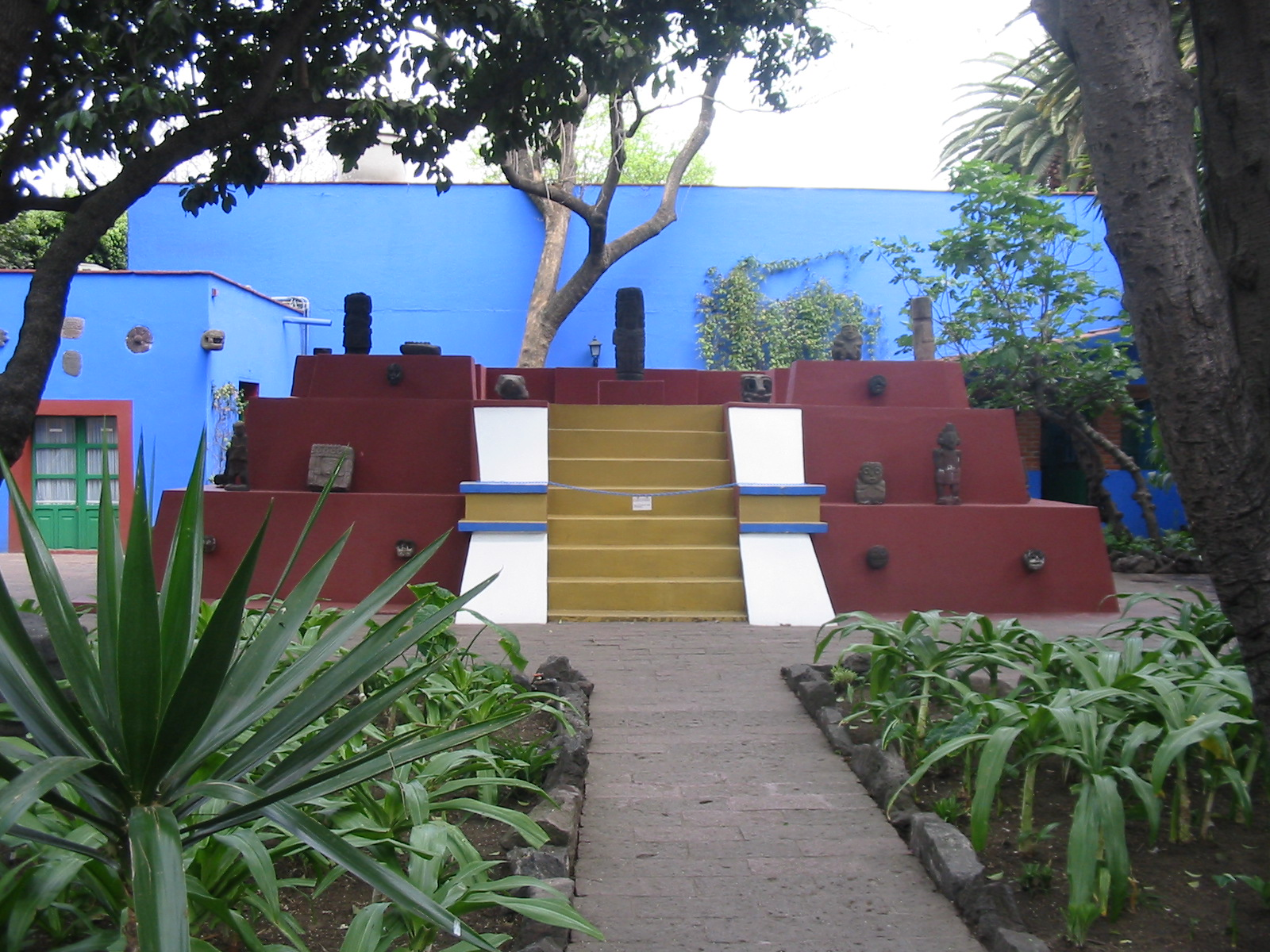

## ببليوجرافيا
- Fuentes, C. (1998). Diary of Frida Kahlo. Harry N. Abrams, Inc. (March 1, 1998). ISBN 0-8109-8195-5.
- Gonzalez, M. (2005). Kahlo – A Life. Socialist Review, June 2005.
- Arts Galleries: Frida Khalo. Exhibition at تيت مودرن، June 9 – October 9, 2005. الغارديان, Wednesday May 18, 2005. Retrieved May 18, 2005.
- Nericcio, William Anthony. (2005).  A Decidedly 'Mexican' and 'American' Semi[er]otic Transference: Frida Kahlo in the Eyes of Gilbert Hernandez.
- Turner, C. (2005). Photographing Frida Kahlo. الغارديان, Wednesday May 18, 2005. Retrieved May 18, 2005.
- Zamora, M. (1995). The Letters of Frida Kahlo: Cartas Apasionadas. Chronicle Books (November 1, 1995). ISBN 0-8118-1124-7
- The Diary of Frida Kahlo. Introduction by Carlos Fuentes. Essay by Sarah M. Lowe. London: Bloomsburry, 1995. ISBN 0-7475-2247-2

## وصلات خارجية
- فريدا كاهلو على موقع IMDb (الإنجليزية)
- فريدا كاهلو على موقع الموسوعة البريطانية (الإنجليزية)
- فريدا كاهلو على موقع مونزينجر (الألمانية)
- فريدا كاهلو على موقع ميوزك برينز (الإنجليزية)
- فريدا كاهلو على موقع إن إن دي بي (الإنجليزية)
- فريدا كاهلو على موقع ديسكوغز (الإنجليزية)
- فريدا كاهلو على موقع قاعدة بيانات الفيلم (الإنجليزية)
- الموقع الرسمي لفريدا كاهلو، السيرة الشخصية، أعمالها الفنية، أخبار متعلقة، صور عائلية وغيرها كثير.

مصادر عامة من الإنترنت:
- "Frida Kahlo" at موسوعة الفن
- Frida Kahlo at Olga's Gallery
- Kahlo paintings at Ten Dreams Galleries
- John Weatherwax Papers Relating to Frida Kahlo and Diego Rivera at the Smithsonian's Archives of American Art
- www.frida-kahlo-foundation.org Paintings by Frida Kahlo

مقالات ونشرات:
- "Frida Kahlo & contemporary thought"
- "Frida by Kahlo"
- Essay by William Nericcio on Kahlo and Chicano Graphic artist Gilbert Hernandez

معارض ومتاحف:
- "The Frida Kahlo Museum", by Gale Randall
- Exhibition guide from Tate Modern
- Frida Kahlo: Notas Sobre una Vida (Notes on a Life) online exhibition from the Smithsonian's Archives of American Art
- The Heart of Frida exhibition in San Miguel de Allende, Mexico showcasing recently discovered letters and artwork.